# Réserve naturelle régionale du Grand-Voyeux
La réserve naturelle régionale du Grand-Voyeux (RNR256) est une réserve naturelle régionale située en Île-de-France.
Classée en 2012, elle occupe une surface de 160 hectares et protège une ancienne sablière à proximité du cours de la Marne.

## Localisation

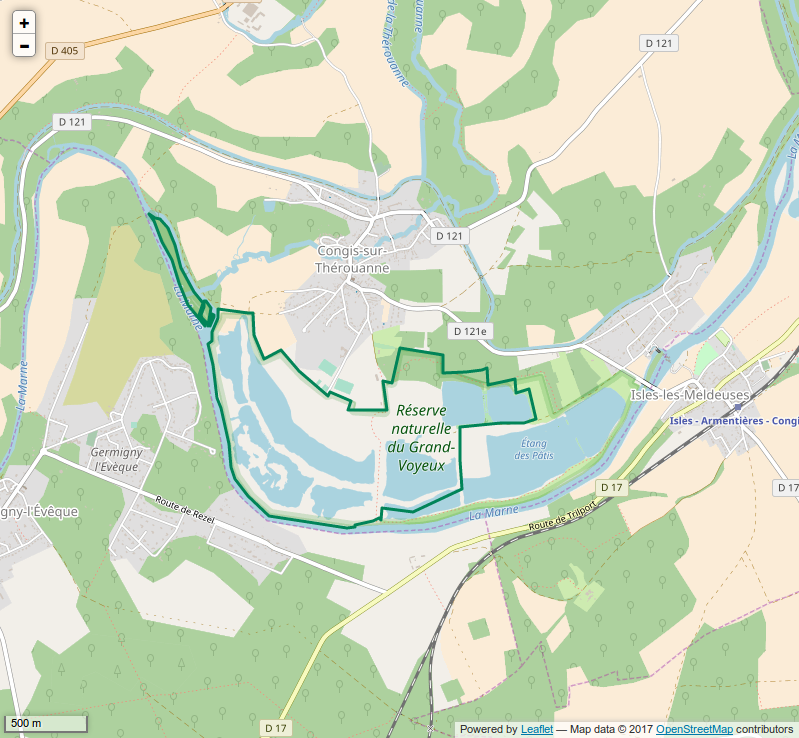
Périmètre de la réserve naturelle.

Le territoire de la réserve naturelle est dans le département de Seine-et-Marne, sur la commune de Congis-sur-Thérouanne.

## Histoire du site et de la réserve
Le site du Grand Voyeux est situé en bord de rivière, dans une boucle de la Marne. Les anciens terrains agricoles et milieux humides ont laissé la place dans les années 1960 à une exploitation de sable et de graviers.
L’activité d’extraction s’est arrêté en 2006, laissant de nombreux étangs, et le terrain a alors été confié à l’Agence des Espaces Verts d’Île de France pour créer une réserve naturelle dont une partie doit être accessible au public pour en faire un outil de découverte, de connaissance et de sensibilisation à la protection des milieux naturels.
En 2012 un concours est organisé pour la conception d’un parcours pédestre et d’une maison de la réserve pour accueillir les visiteurs.

## Projet de paysage et d'architecture
Le projet de l'agence de paysage TERRITOIRES et l'agence d'architecture Charles Henri Tachon a remporté le concours en 2012. Le projet de paysage développe un itinéraire de découverte de la faune et la flore pour les ornithologues et le grand public sur une portion seulement du périmètre. Le parcours est une immersion dans l'environnement de la réserve, ponctué de platelages et de 3 observatoires sur la faune et le paysage. Le projet d'architecture porte sur la création de la Maison de la Réserve qui est la porte d'entrée et l'accueil des visiteurs sur le site.

## Écologie (biodiversité, intérêt écopaysager…)
La Réserve est constituée de mares et de plans d'eau. Les berges de la Marne sont occupées par des roselières uniques en Île de France qui abritent des espèces parmi les plus rares.

### Faune
En 25 ans, 225 espèces d'oiseaux ont été observées. La Réserve est un lieu propice à la reproduction d'espèces nicheuses rares comme le Busard des roseaux. La Réserve offre également des habitats privilégiés pour les oiseaux hivernants, comme les canard siffleurs, les fuligules, les sarcelles d'hiver, les grèbes huppés et les foulques macroules qui y stationnent en hiver.

## Intérêt touristique et pédagogique
Le site est ouvert au public uniquement lors de visites guidées. Lors de ces visites, un sentier pédagogique permet de découvrir le site remarquable sans perturber la faune et la flore. Trois observatoires sont également positionnés stratégiquement afin de pouvoir observer les différentes espèces d'oiseaux.

## Administration, plan de gestion, règlement
La réserve naturelle est gérée par l'Agence des espaces verts de la région d'Île-de-France.

### Outils et statut juridique
La réserve naturelle a été créée par une délibération du 23 novembre 2012.

## Galerie

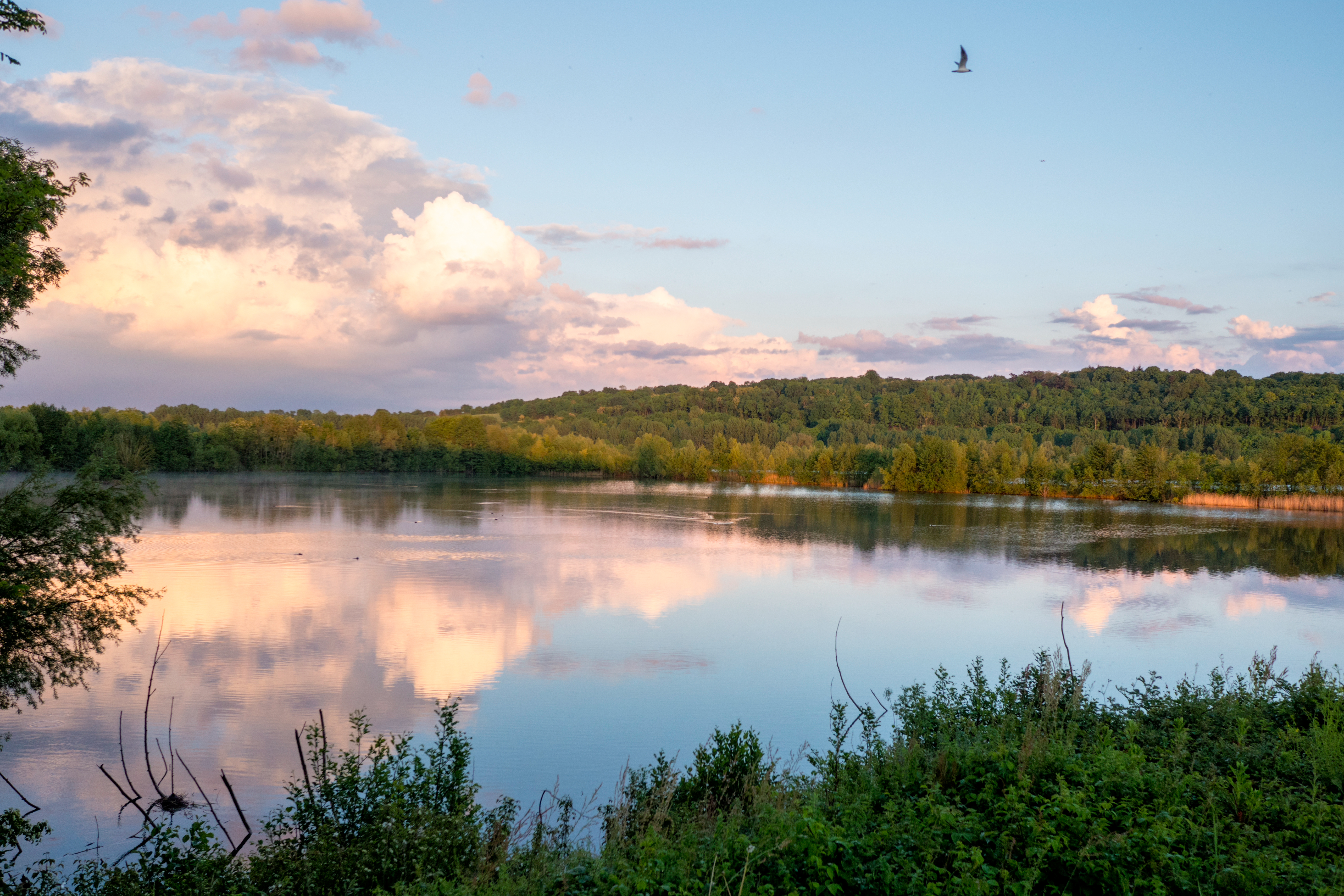
Etang de Bois Maury, depuis un observatoire
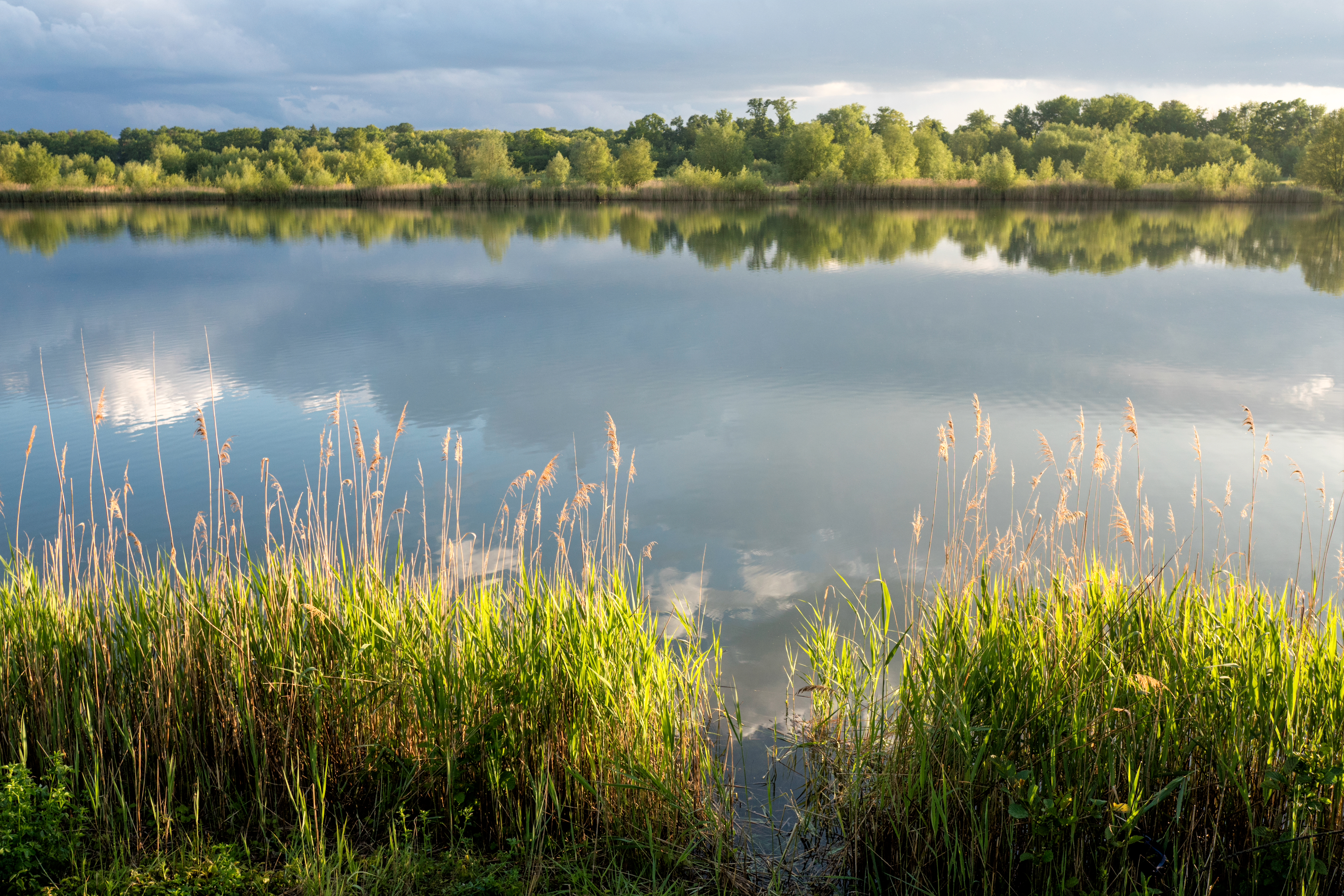
Etang de Pierre Lorraine.
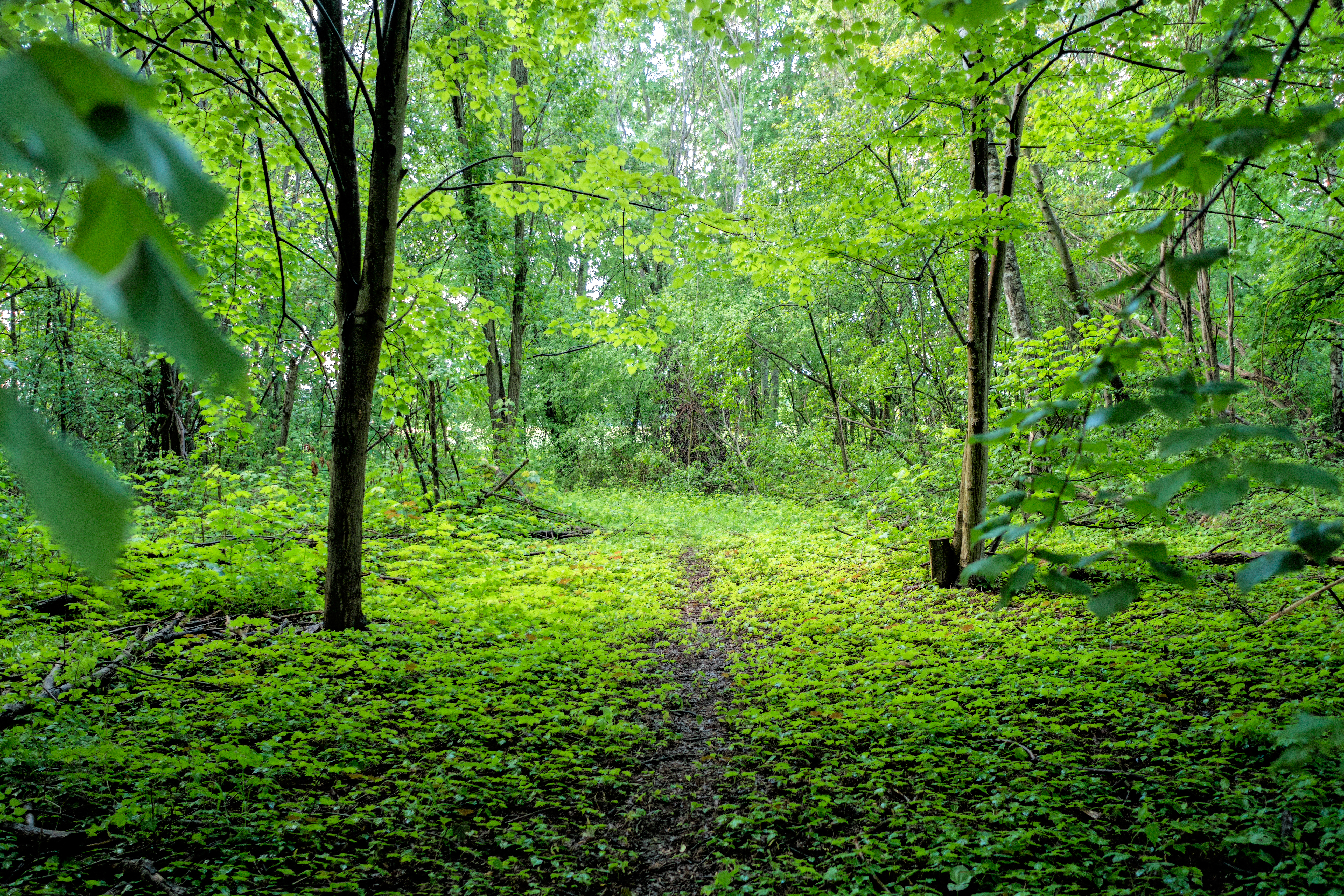
Bois autour de l'étang de Pierre Lorraine
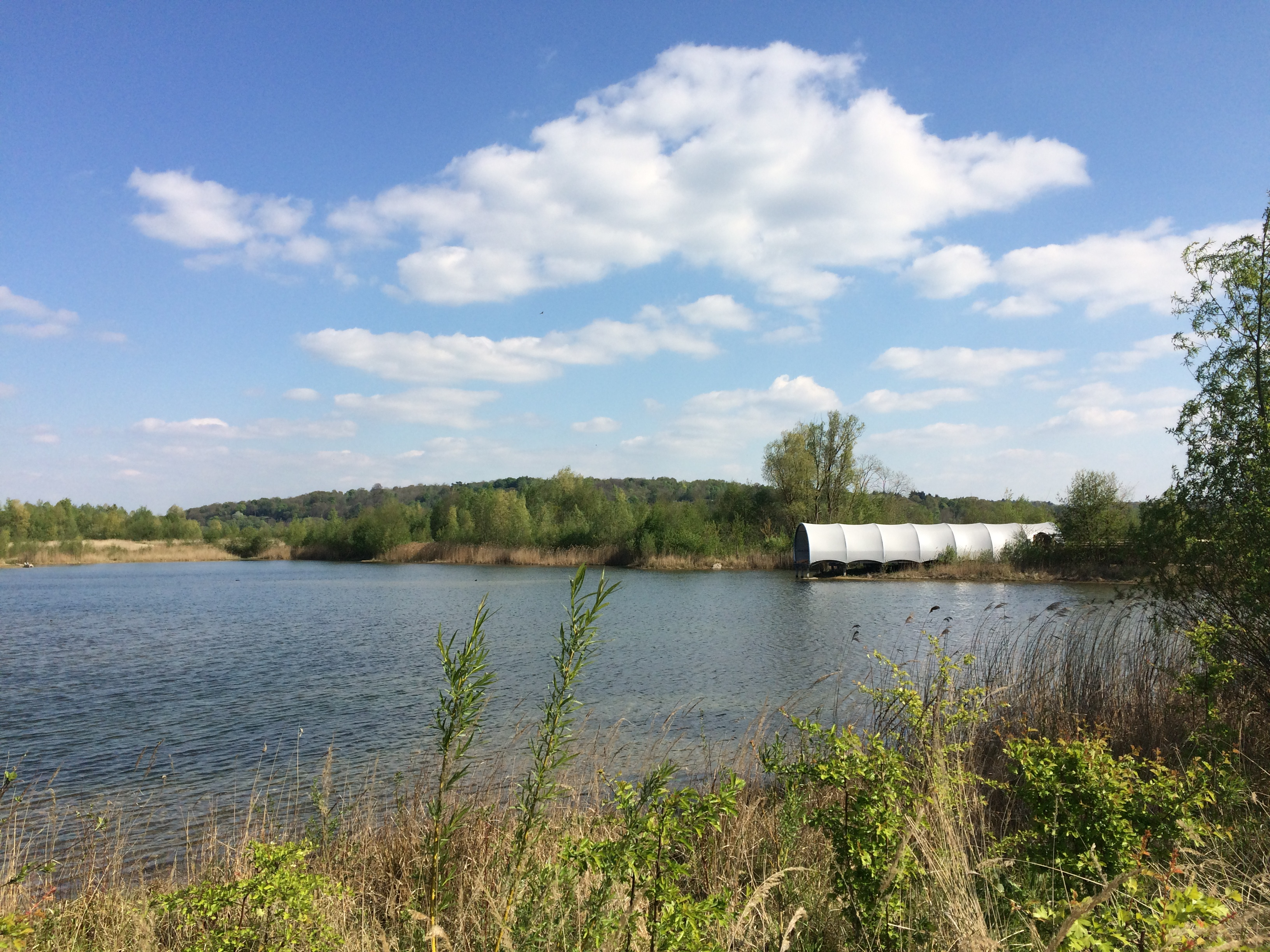
Observatoire du Butor, l'un des 3 observatoires de la réserve avec les observatoires des 10 Quartiers et du Grand Morillon.
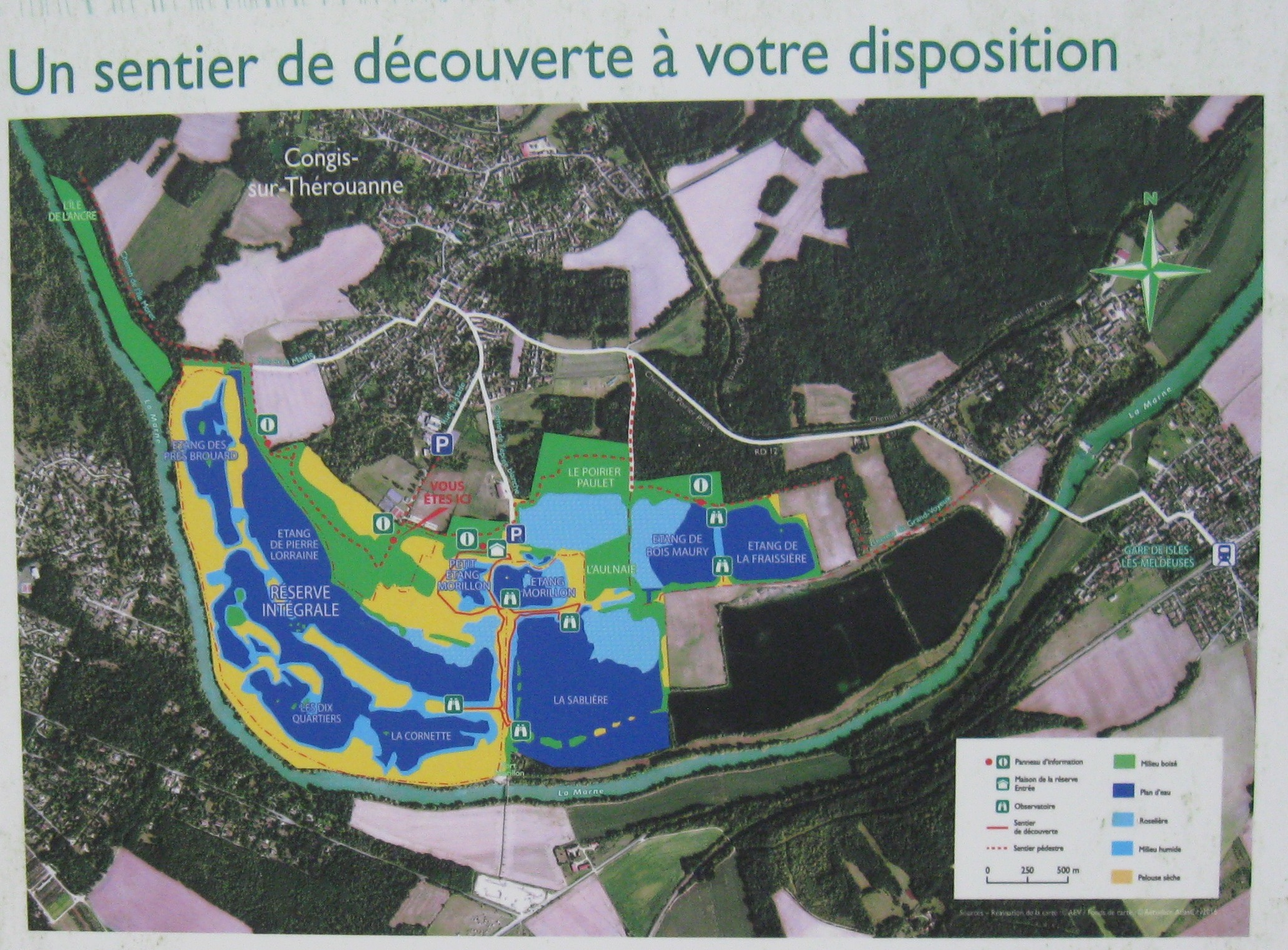
Panneau de la réserve naturelle du Grand-Voyeux.

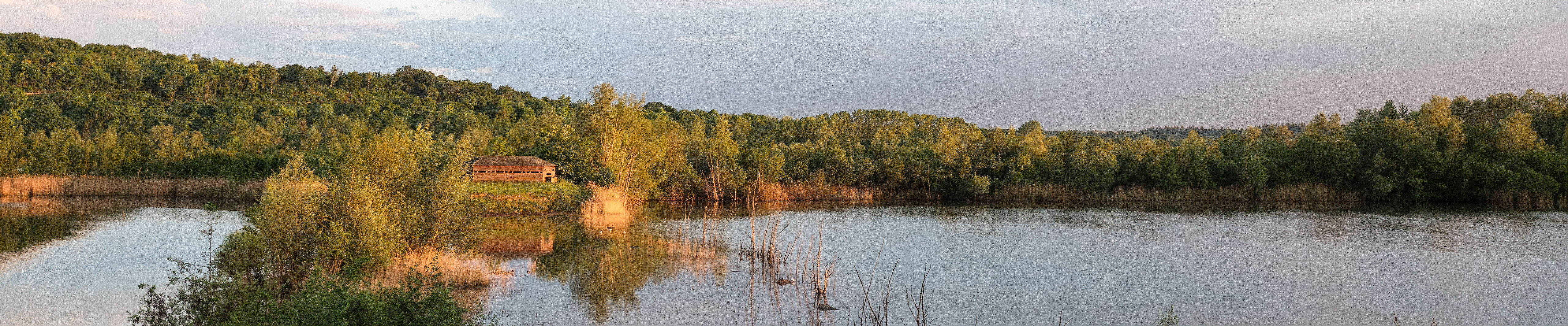
Etang de Bois Maury, depuis un observatoire

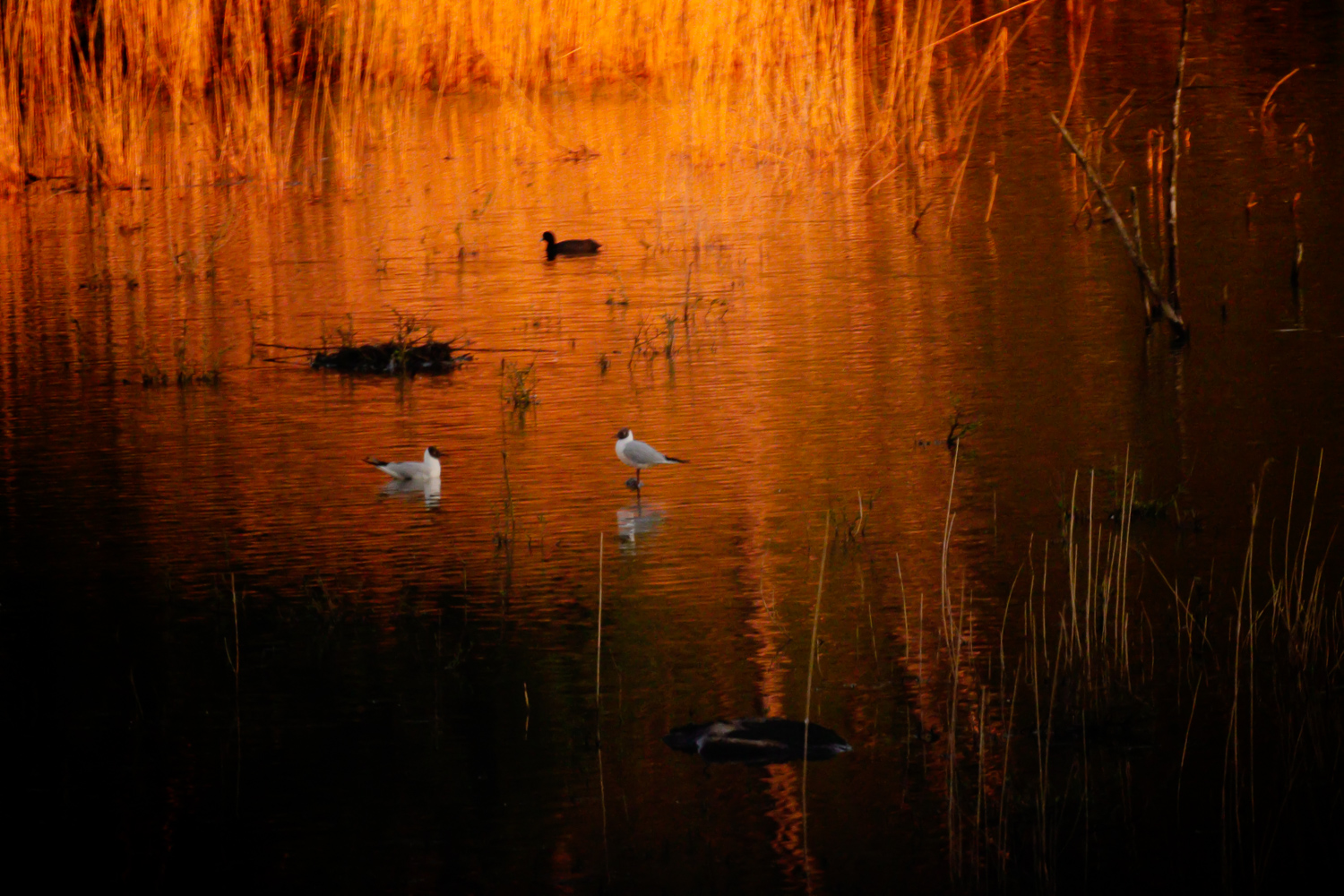
Oiseaux